# 2017年古典音樂
本頁面是2017年間古典音樂事件（含相關話題）的紀錄頁。

## 事件

### 1月
- 1日：古斯塔沃·杜達美指揮维也纳新年音乐会之演出。這是他首次執棒維也納新年音樂會，他是該會歷史上最年輕的登台指揮者[1]。
- 5日：丹麥皇家劇院宣布與藝術總監Sven Müller[譯名請求]解約，其合約原本預計在2020年到期[2]。
- 11日：新加坡交響樂團（英语：Singapore Symphony Orchestra）宣布，音樂總監水藍（英语：Lan Shui）將在2019年1月離任[3]。此外，漢堡的易北愛樂廳落成後的第一場音樂會於今日舉行，由托马斯·亨格尔布洛克指揮北德廣播易北愛樂樂團及合唱團演出[4]。
- 12日：倫敦地方政府宣布，將投入2,500,000英鎊經費進行新音樂廳建設的可行性評估計畫[5]。這個計畫曾在2016年11月暫時中止。
- 13日：黑森邦科學與藝術部門宣布，Francesco Angelico[譯名請求]將就任卡塞尔国立剧院（英语：Staatstheater Kassel）音樂總監，合約自2017年樂季起效[6]。
- 18日：加州奧海音樂節宣布，帕特里恰·科帕钦斯卡亚將在2018年擔任音樂節總監（取代了埃萨-佩卡·萨洛宁，他因個人的作曲計畫而推辭了音樂節的任命）[7]。
- 20日：紐倫堡交響樂團（德语：Nürnberger Symphoniker）宣布新任首席指揮為黃佳俊（英语：Wong Kah Chun），任期自2018年樂季起算[8]。
- 22日：韓國女高音曹秀美在上海、廣州等地的演出遭到無預警取消。這一動作被認為是中华人民共和国政府對韓國薩德反飛彈系統的回應[9] 。（另參韓國部署薩德反導彈系統事件）之後，鋼琴家白建宇預計3月在貴陽的演出也告取消。
- 24日：纽约爱乐宣布，主席Matthew VanBesien[譯名請求]即將離任，他將轉往密歇根大学任職[10][11]。
- 25日：林肯中心室內樂協會斯托格獎（英语：Stoeger Prize）頒布，得主為en:Huw Watkins[12]。
- 26日：鋼琴家皮埃尔-洛朗·艾马尔獲得西门子奖[13]。多倫多塔菲爾古樂團（英语：Tafelmusik Baroque Orchestra）宣布Elisa Citterio[譯名請求]將任下任音樂總監，自2017年7月起效[14]。
- 29日：柏林國立樂團與丹尼尔·巴伦博伊姆在紐約卡內基廳完成了安东·布鲁克纳交響曲的全本演出，為美國境內首見[15]。系列演出自1月19日開始，20日的音樂會則是巴伦博伊姆個人在卡內基廳的六十週年亮相紀念。

### 2月
- 2日：格拉茨歌剧院宣布，奥克萨娜·利尼夫將自2017年樂季起擔任該院音樂總監，合約為三年期[16]。另外，波士顿交响乐团宣布，James Burton[譯名請求]將擔任檀格塢節慶合唱團、波士頓交響樂團附設合唱團指揮[17]。

## 新聞來源
1. ↑  Bettina Jech. . BR-Klassik. 2017-01-02  [2017-01-12]. （原始内容存档于2020-11-28）.
2. ↑  . DR (Danish Radio). 2017-01-05  [2017-01-10]. （原始内容存档于2019-04-10）.
3. ↑   (新闻稿). Singapore Symphony Orchestra. 2017-01-11  [2017-01-12]. （原始内容存档于2017-01-13）.
4. ↑  Martin Kettle. . The Guardian. 2017-01-12  [2017-01-12]. （原始内容存档于2020-11-29）.
5. ↑  Mark Brown. . The Guardian. 2017-01-12  [2017-01-20]. （原始内容存档于2021-03-03）.
6. ↑   (新闻稿). Hessisches Ministerium für Wissenschaft und Kunst. 2017-01-13  [2017-04-22]. （原始内容存档于2017-05-18）.
7. ↑   (新闻稿). Ojai Music Festival. 2017-01-18  [2017-01-28].[永久]
8. ↑   (PDF) (新闻稿). Nuremberg Symphony Orchestra. 2017-01-20  [2017-01-24]. （原始内容 (PDF)存档于2017-02-02）.
9. ↑  Amy Qin. . The New York Times. 2017-01-23  [2017-01-24]. （原始内容存档于2021-04-17）.
10. ↑  Michael Cooper. . The New York Times. 2017-01-24  [2017-01-28]. （原始内容存档于2021-05-08）.
11. ↑  Sara Billman. . University of Michigan. 2017-01-24  [2017-01-28]. （原始内容存档于2019-06-15）.
12. ↑   (新闻稿). Chamber Music Society of Lincoln Center. 2017-01-25  [2017-02-01]. （原始内容存档于2021-03-02）.
13. ↑  Ulrich Mosch, 'Serving Music' (essay on the Ernst von Siemens Music Prize for 2017) （页面存档备份，存于）
14. ↑   (新闻稿). Tafelmusik Baroque Orchestra and Chamber Choir. 2017-01-26  [2017-01-28]. （原始内容存档于2019-04-10）.
15. ↑  Corinna da Fonseca-Wollheim and Zachary Woolfe. . The New York Times. 2017-01-30  [2017-02-01]. （原始内容存档于2019-11-29）.
16. ↑  . Die Presse. 2017-02-02  [2017-03-11]. （原始内容存档于2018-11-23）.
17. ↑   (新闻稿). Boston Symphony Orchestra. 2017-02-02  [2017-02-06]. （原始内容存档于2017-03-15）.